# Jeanette Salmson
Jeanette Salmson, född 26 juni 1820 i Stockholm, död där 27 september 1889, var en svensk målare.

## Biografi
Jeanette Salmson var dotter till hovgravören Salm Salmson och Fredrika Moses och växte upp i ett konstnärligt hem, där sju av hennes elva syskon kom att arbeta med kulturella uppgifter. Hennes konst består huvudsakligen av kolorerade planscher och kartor.